# L'Alouette
Pour l’article ayant un titre homophone, voir Lalouette.
Pour les articles homonymes, voir Alouette.
L'Alouette est une pièce de théâtre en un acte de Jean Anouilh créée au théâtre Montparnasse (Paris) le 14 octobre 1953.
Elle fait partie des Pièces costumées avec Becket ou l'Honneur de Dieu (1959) et La Foire d'empoigne (1962).

## Résumé
Jeanne d'Arc, l'Alouette, est à Rouen, face à ses juges. La pièce alterne entre les scènes d'accusation de l'évêque Cauchon, de l'Inquisiteur, du promoteur, du comte de Warwick et les flash back qui retracent la vie publique de la pucelle. Jeanne tour à tour naïve et insolente, toujours pleine de bon sens, tient tête.
Dans un ultime flash back, la pièce se finit en apothéose sur une Jeanne d'Arc triomphante au sacre de Charles VII.

## Distribution originale
- Suzanne Flon : Jeanne
- Marcel André : Cauchon
- Michel Etcheverry : L'inquisiteur
- Roland Piétri : Le promoteur
- François Marié : Frère Ladvenu
- Jean-Louis Richard : Le comte de Warwick
- Michel Bouquet : Charles VII
- Denise Perret : La reine Yolande
- Anne Guérini : La petite Reine
- Isabelle Ehni : Agnès
- Maurice Jacquemont : L'archevêque
- Henry Grangé : La Trémouille
- Claude Richard : Baudricourt
- Gérard Darrieu : La Hire
- Marcel Pérès : Le père
- Marie Leduc : La mère
- Paul Bisciglia : Le frère
- Georges Norel : Le bourreau
- Gérard Darrieu : Le garde Boudousse et le soldat anglais
- Franck Estange : Le second soldat anglais
- Guy Pintat : Le page du roi